# La Rinconada (Espagne)
Pour les articles homonymes, voir La Rinconada.
La Rinconada est une commune située dans la province de Séville de la communauté autonome d’Andalousie en Espagne.

## Politique et administration
La ville de La Rinconada comptait 38 406 habitants aux élections municipales du 26 mai 2019. Son conseil municipal (en espagnol : Pleno del Ayuntamiento) se compose donc de 21 élus.
Elle est un bastion de la gauche, qui la gouverne sans discontinuer depuis le rétablissement de la démocratie. Le Parti socialiste, qui régit la municipalité depuis 1983, bénéficie de la majorité absolue au conseil depuis 1987.

### Maires
| Mandat    | Maire | Maire                             | Parti | Majorité |
| --------- | ----- | --------------------------------- | ----- | -------- |
| 1979-1983 |       | José Iglesias Rodríguez           | PCE   | 8 / 17   |
| 1983-1987 |       | Manuel Ardoy                      | PSOE  | 10 / 17  |
| 1987-1991 |       | Enrique Abad                      | PSOE  | 13 / 21  |
| 1991-1995 |       | Enrique Abad                      | PSOE  | 13 / 21  |
| 1995-1999 |       | Enrique Abad                      | PSOE  | 12 / 21  |
| 1999-2003 |       | Enrique Abad                      | PSOE  | 16 / 21  |
| 2003-2007 |       | Enrique Abad                      | PSOE  | 16 / 21  |
| 2007-2011 |       | Javier Fernández de los Rios (es) | PSOE  | 15 / 21  |
| 2011-2015 |       | Javier Fernández de los Rios (es) | PSOE  | 14 / 21  |
| 2015-2019 |       | Javier Fernández de los Rios (es) | PSOE  | 15 / 21  |
| 2019-2023 |       | Javier Fernández de los Rios (es) | PSOE  | 16 / 21  |
| 2023-2027 |       | Javier Fernández de los Rios (es) | PSOE  | 16 / 21  |